# Rivellino di San Giorgio
Il rivellino di San Giorgio è una fortificazione situata lungo le mura magistrali di Verona, sulla sinistra d'Adige.

## Storia e descrizione
Una prima fase costruttiva è relativa alla realizzazione della cortina muraria scaligera attestata sulla riva sinistra dell'Adige, commissionata al maestro Calzaro dal signore Cangrande della Scala, la cui edificazione è avvenuta tra 1321 e 1324. Viste le mutate esigenze difensive derivate dall'introduzione della polvere da sparo, nell'Ottocento si decise di rafforzare questo importante settore della cinta magistrale; tra 1835 e 1840 vennero quindi demolite le preesistenze scaligere e realizzata la nuova cinta terrapienata e l'antistante rivellino, su progetto dell'Imperiale Regio Ufficio delle Fortificazioni di Verona.
L'opera fortificata consta pertanto di una cortina terrapienata e di un rivellino avanzato a saliente arrotondato, munito di una caserma casamattata e di galleria di controscarpa per fucilieri, con tre porte per le sortite offensive. Le opere murarie sono tutte rivestite da blocchi di tufo disposti a opus poligonale.
La nuova cortina terrapienata modifica l’originario allineamento, definito in epoca scaligera, arretrandolo verso l’interno, ossia verso la facciata della chiesa di San Giorgio in Braida. Per contenere l’ingombro del terrapieno verso la facciata della chiesa, pertanto, lo stesso è stato rivestito da un muro di sostegno, lungo il quale si dipana una rampa che sale alla postazione di artiglieria a cielo aperto. Della preesistente cinta scaligera è conservata la torre eretta sulla riva fluviale, cimata e rivestita con un paramento di tufo a opus poligonale.
All’esterno della cortina terrapienata si protende il rivellino a saliente arrotondato, agganciato alla riva fluviale. All’interno del rivellino è disposto il ridotto casamattato a corpo lineare, piegato nel mezzo per essere condotto ortogonalmente alla riva fluviale. All’esterno del fosso magistrale la difesa è completata dalla galleria di controscarpa, con feritoie per fucilieri. Una poterna mette in comunicazione il ridotto casamattato con la galleria di controscarpa.
Lo spalto del rivellino di San Giorgio si conserva ancora con i profili originari, anche se nel corso degli anni trenta del Novecento è stato trasformato in parco, con la messa a dimora di piante ad alto fusto, la sistemazione di vialetti e siepi e con la collocazione del monumento dedicato all’illustre medico e scienziato veronese Cesare Lombroso, da cui il giardino prende il nome.